# Leif Ericson
Erik Leif Ericson, född 1 januari 1927 i Mölndal, död 24 februari 2023 i Enskede distrikt i Stockholm, var en svensk målare.
Ericson, som var son till tjänsteman Einar Ericson och Signe Zetterman, studerade vid Slöjdföreningens skola i Göteborg för Nils Wedel 1946-1949 och på Valands konstskola, Göteborg för Endre Nemes 1950-1955. Han genomförde också studieresor till bland annat England, Nederländerna, Belgien och Frankrike.
Leif Ericson är representerad vid Nationalmuseum och Moderna Museet i Sockholm, Göteborgs konstmuseum, Malmö museum, Borås konstmuseum, Smålands museum, Norrköpings konstmuseum och Teckningsmuseet i Laholm.